# Макташы (Жетысайский район)
Макташы (каз. Мақташы) — село в Жетысайском районе Туркестанской области Казахстана. Входит в состав Атамекенского сельского округа. Код КАТО — 514465780.

## Население
В 1999 году население села составляло 779 человек (419 мужчин и 360 женщин). По данным переписи 2009 года, в селе проживали 924 человека (489 мужчин и 435 женщин).